# Shandan
Shandan is een arrondissement binnen de stadsprefectuur Zhangye, die in het midden van de Chinese provincie Gansu ligt. Volgens tellingen in 1999 woonden er toen in Shandan 194.901 mensen.

## Geografie
Shandan is verdeeld in vier grote gemeentes:
- Chengguan 城关镇
- Qingquan 清泉镇
- Weiji 位奇镇
- Huocheng 霍城镇

en zeven gemeentes:
- Dongle 东乐乡
- Hongsihu 红寺湖乡
- Chenhu 陈户乡
- Laojun 老军乡
- Liqiao 李桥乡
- Huazhaizi 花寨子乡
- Damaying 大马营乡